# Teatr Władca Lalek
Teatr Władca Lalek – zawodowy teatr lalek założony w 1997 r. w Słupsku.
Pomysłodawczynią teatru jest aktorka Urszula Szydlik-Zielonka. Wśród pozycji repertuarowych znajdują się spektakle dla dzieci, edukacyjne i profilaktyczne przedstawienia dla dzieci starszych i młodzieży, a także małe formy teatralne przygotowane z myślą o dorosłych, kameralne przedstawienia oraz monodramy. W spektaklach podstawowym środkiem ekspresji jest lalka teatralna, ożywiana na wiele niekonwencjonalnych, a niekiedy nawet zaskakujących sposobów. Teatr obecny jest na wielu festiwalach, przeglądach, festynach, piknikach, eventach z programami estradowymi przygotowanymi na zlecenie organizatorów. Najwierniejszą widownią teatru są jednak dzieci i to z myślą o nich przygotowany jest repertuar. Teatr ma charakter objazdowy, spektakle wystawia na terenie całego kraju, odwołując się do tradycji teatru wędrownego. Z Władcą Lalek na stałe współpracują zaprzyjaźnieni aktorzy, plastycy, muzycy i dźwiękowcy.